# Wenzel Ferdinand Popel von Lobkowitz
Wenzel Ferdinand Popel von Lobkowitz (* 16. Dezember 1654 in Teplice; † 8. Oktober 1697 in Montortone) war ein österreichischer Botschafter.

## Herkunft
Seine Eltern waren der Statthalter von Schlesien Christoph Ferdinand Popel von Lobkowitz (* 9. Oktober 1614; † 4. Juli 1658) und dessen erster Ehefrau Marie Magdalena Pruskovská († 12. Februar 1653)

## Leben
Er war von 1681 bis 1683 Gesandter von Leopold I. bei Maximilian II. Emanuel.
In der Münchner Residenz verhandelte er mit Maximilian II. Emanuel ein Verteidigungsabkommen. Dieser hatte 1670 ein Bündnis mit Frankreich nicht erneuert. Am 26. Januar 1683 wurde ein Verteidigungsabkommen gegen Frankreich und gegen das Osmanische Reich unterzeichnet
Maximilian II. Emanuel verpflichtete sich, 8000 Mann zu stellen, gegen jährliche Subsidien von 250 000 Gulden im Frieden und 450 000 Gulden im Krieg; darüber hinaus übernahm er mit 15 000 Mann die Deckung gegen einen französischen Angriff auf Vorderösterreich und Tirol.
Von 1685 bis 1688 war Lobkowitz Botschafter bei Ludwig XIV. in Frankreich. Erst 1683 war die Zweite Wiener Türkenbelagerung beendet worden, während das Königreich Frankreich seit 1536 Verbündeter des osmanischen Reichs war.
Am 22. September 1686 ließ Lobkowitz ein Feuerwerk bei der Abtei Saint-Germain-des-Prés zur Feier der Eroberung von Ofen abbrennen.
Zu diesem Thema brachte Lobkowitz eine von Hans Jakob Wolrab (* 1633 in Regensburg; † 1690 in Nürnberg) geschnittene Spottmünze in Umlauf. Die Münzinschrift lautet Leopold der Erden Sonn den Monden Kayser stürzt vom Thron. STAT SOL. LUNA FUGIT (Es steht die Sonne. Es flieht der Mond Buch Josua 10,12,27. Leopold I. wird hier mit dem biblischen Josua gleichgesetzt, während die Sonne (Ludwig XIV) stehen muss und der Mondkönig (Abdurrahman Abdi Pascha zu Mehmed IV.) fliehen muss.). In der Folge verschlechterten sich die Beziehungen und Ludwig XIV. verzögerte die Abschiedsaudienz im Schloss Versailles.

## Familie
Er heiratete am 12. Juni 1681 die Gräfin Maria Sophia von Dietrichstein (* 1653; † 4. November 1711), Witwe von Franz Eusebius von Pötting. Das Paar hatte mehrere Kinder:
- Leopold Josef (* 17. Januar 1683; † 19. Mai 1707)
- Therese Ludmilla (* 23. Januar 1684; † 7. August 1684)
- Eleonore Katharina Charlotte (* 1. April 1685; † 3. März 1720) ⚭ 1703 Fürst Philipp Hyazint von Lobkowicz (* 25. Februar 1680; † 21. Dezember 1734)
- Ludwig Philipp (* 12. August 1687; † 27. Dezember 1687)
- Ferdinand  († 28. Mai 1679)